# Ecce-Homo-Bogen
Der Ecce-Homo-Bogen liegt in der Via Dolorosa in der Altstadt von Jerusalem und wurde 135 n. Chr. vom römischen Kaiser Hadrian nach dem Sieg über Bar Kochba errichtet. Der Bogen ist Teil einer Dreibogenanlage. Der südliche Bogen ist jedoch in einem angrenzenden Gebäude verbaut, der nördliche in den Chor der Ecce-Homo-Basilika integriert, sodass beide von der Straße aus nicht mehr sichtbar sind. Über dem Bogen sind Räume untergebracht, nach Osten gibt es zwei Fenster, nach Westen eines. Auf der Westseite befindet sich eine griechische Inschrift, die allerdings nicht mehr vollständig erhalten ist. Sie wird interpretiert als eine Stelle aus dem Evangelium nach Lukas mit der Übersetzung: „Hinweg, hinweg, kreuziget ihn!“ Der Name Ecce-Homo-Bogen nimmt Bezug auf den Ausruf Pontius Pilatus’ „Ecce homo“.

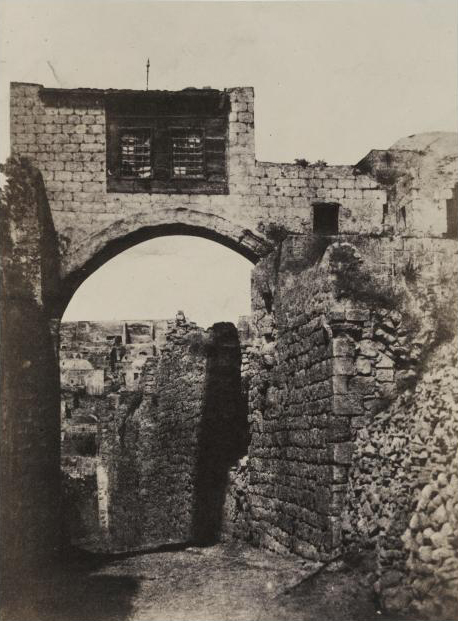
Ecce-Homo-Bogen, 1856
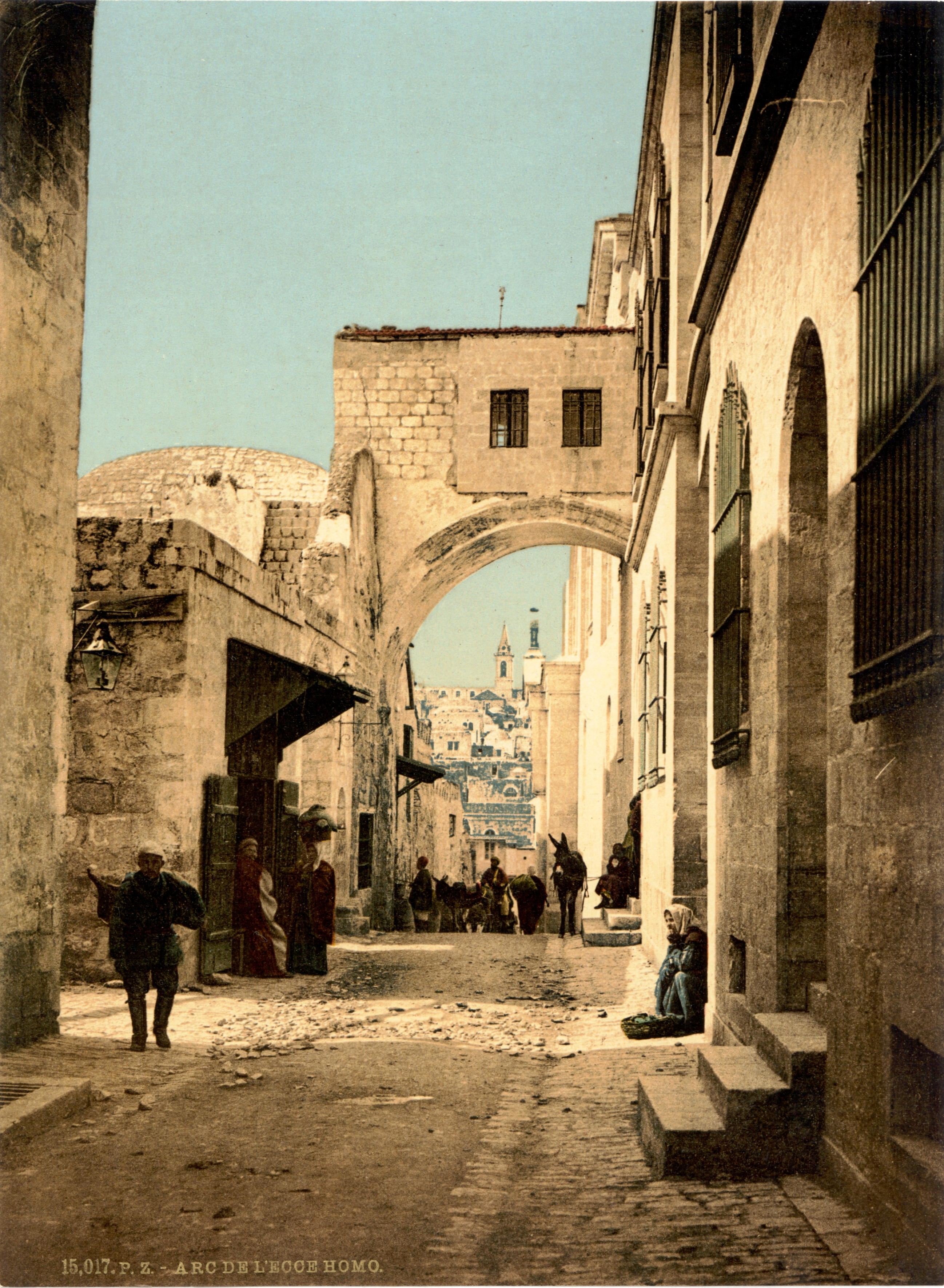
Ecce-Homo-Bogen um 1900
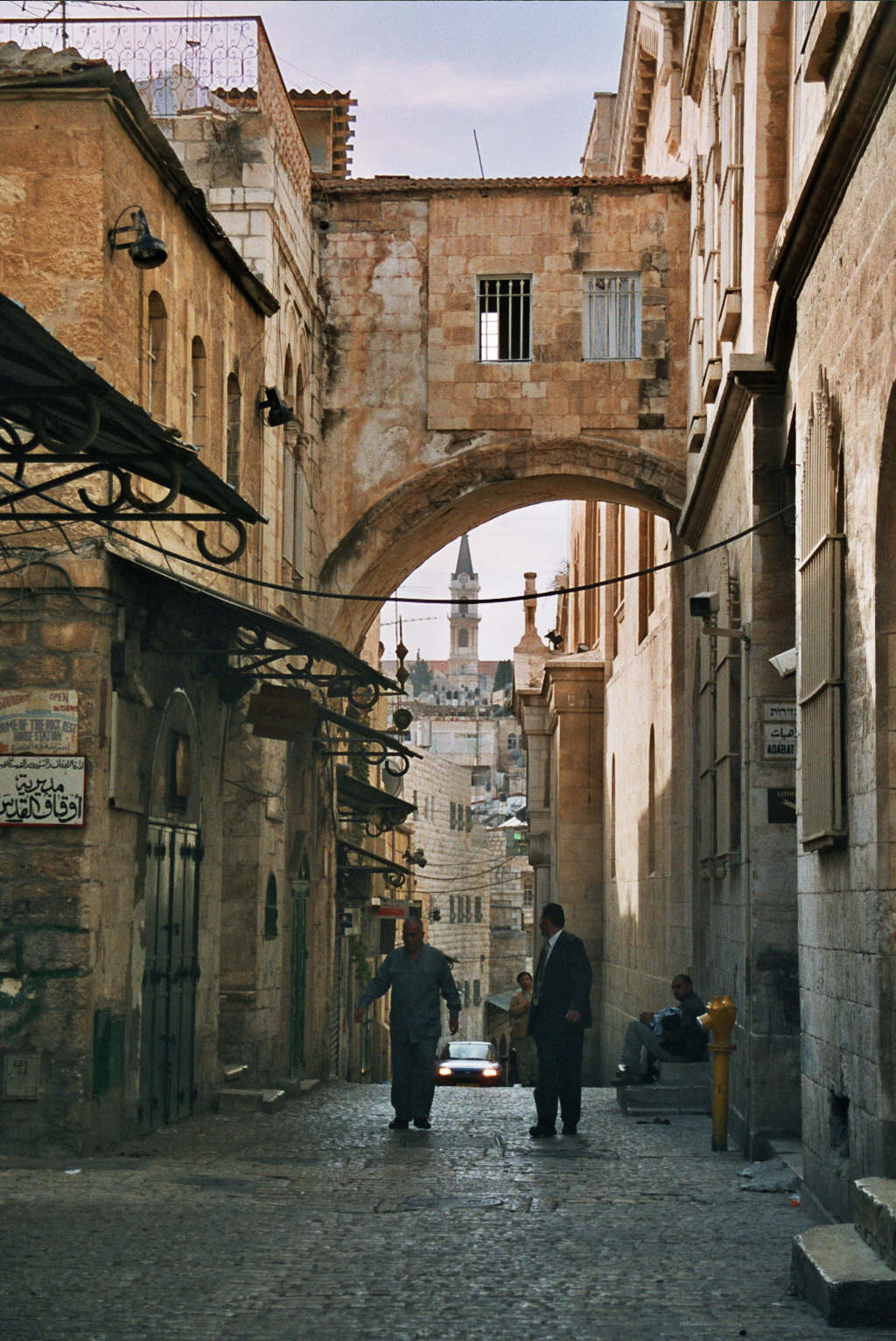
Der Ecce-Homo-Bogen 2004